# Francolinus camerunensis
Francolinus camerunensis là một loài chim trong họ Phasianidae.